# Liste der Kulturdenkmäler in Sörgenloch
In der Liste der Kulturdenkmäler in Sörgenloch sind alle Kulturdenkmäler der rheinland-pfälzischen Ortsgemeinde Sörgenloch aufgeführt. Grundlage ist die Denkmalliste des Landes Rheinland-Pfalz (Stand: 3. April 2024).

## Denkmalzonen
| Bezeichnung                    | Lage                  | Baujahr | Beschreibung                                                                        | Bild                           |
| ------------------------------ | --------------------- | ------- | ----------------------------------------------------------------------------------- | ------------------------------ |
| Denkmalzone Jüdischer Friedhof | An der Oberhecke Lage | um 1880 | wohl um 1880 eröffnete kleine Rechteckanlage; vier Grabsteine von 1880 (?) bis 1906 | weitere Bilder Fotos hochladen |

## Einzeldenkmäler
| Bezeichnung                              | Lage                                            | Baujahr                          | Beschreibung | Bild                           |
| ---------------------------------------- | ----------------------------------------------- | -------------------------------- | --- | ------------------------------ |
| Pforte                                   | Dörrgasse, an Nr. 14 Lage                       | 1696                             | nachgotische Fußgängerpforte, bezeichnet 1696 | Fotos hochladen                |
| Hofanlage                                | Dörrgasse 17 Lage                               | spätes 18. Jahrhundert           | Einfirstanlage; spätbarocker Krüppelwalmdachbau, wohl aus dem späten 18. Jahrhundert | Fotos hochladen                |
| Katholische Pfarrkirche Mariä Tempelgang | Dörrgasse 18 Lage                               | 1482                             | im Kern mehrphasig gotischer, barock überformter Saalbau, bezeichnet 1482 (Sakristei) und 1708, Turm bezeichnet 1765 und 1784; ortsbildprägend | Fotos hochladen                |
| Alter Friedhof                           | Dörrgasse, bei Nr. 18 Lage                      | ab dem 18. Jahrhundert           | gärtnerisch angelegter ehemaliger Friedhof - barocke Mariensäule, Skulptur vor 1760 von Martin Biterich, Mainz - Reliefkruzifixus und Grabkreuz mit Arma Christi - Grabmal Elisabetha Kneib († 1711), Kreuz - Priestergrabmäler Heinrich Litzendorf († 1933) mit Hirtenrelief, Bildhauer Heinz Müller-Olm, und Matthias Knusssmann († 1953) - zwei Stahlglocken, bezeichnet 1920, von Ulrich & Weule, Apolda-Bockenem - Lourdesgrotte von 1911, Marienbildstock von 1931 | weitere Bilder Fotos hochladen |
| Geleitstein                              | Mainzer Straße, bei Nr. 13 Lage                 | 1714                             | Rotsandsteinstele, Kurmainzer Wappen, bezeichnet 1714 | Fotos hochladen                |
| Kriegerdenkmäler und Grabmal             | Mainzer Straße 31, auf dem Friedhof Lage        | ab dem Ende des 18. Jahrhunderts | Friedhof 1835 angelegt - Kriegerdenkmal 1870/71, reliefierter Obelisk, um 1900 - Kriegerdenkmal 1914/18, ansehnliche Anlage mit Spitzbogenarkaden und Liegefigur eines Soldaten, 1932, Bildhauer Heinz Müller-Olm - Sockel eines barocken Wegekreuz, bezeichnet 1778 - Grabmal Familie Dael von Köth-Wanscheid, Sandsteinstele mit Familienwappen, drittes Viertel des 19. Jahrhunderts                                                                                  | weitere Bilder Fotos hochladen |
| Wegekreuz                                | Oppenheimer Straße, bei Nr. 2 Lage              | 1716                             | barocker Reliefkruzifix, bezeichnet 1716 | Fotos hochladen                |
| Schloss Sörgenloch                       | Schloßgasse 9 Lage                              | ab 1806                          | Herrenhaus: Krüppelwalmdachbau, teilweise Fachwerk (verputzt), über wohl älterem tonnengewölbten Keller, 1806 ff. und um 1860/80 Umbau in klassizistischen Formen; Hoftoranlage (bei Haus Nr. 7), Backstein, reich skulptierte Bekrönung, nach 1857; Teile der alten Einfriedungsmauer, Kalkbruchstein | Fotos hochladen                |
| Katholisches Pfarrhaus                   | Schloßgasse 14 Lage                             | 1897/99                          | spätgründerzeitlicher Klinkerbau, 1897/99, Architekt wohl Adam J. Freitag, Mainz; rückwärtig Kelterhaus mit Waschküche, Pfarrgarten mit schmiedeeisernem Gittertor | Fotos hochladen                |
| Molleborner Kreuz                        | südlich des Ortes; Flur In der Kirchgewann Lage | 18. Jahrhundert                  | barockes Wegekreuz, Sandstein, 18. Jahrhundert | weitere Bilder Fotos hochladen |
| Wegekreuz                                | südlich des Ortes; Flur Bleidesheimer Weg Lage  | 1853                             | profiliertes Kreuz, bezeichnet 1853, mit jüngerem Metallkorpus, Tischsockel | Fotos hochladen                |
| Köthenmühlkreuz                          | südwestlich des Ortes; Flur Niederweide Lage    | 1766                             | spätbarocker Schweifsockel, bezeichnet 1766, Sandsteinkreuz (Metallkorpus neu) | Fotos hochladen                |
| Stundenstein                             | westlich des Ortes; Flur Mühlweg Lage           | 1846                             | dreieckige Sandsteinstele, bezeichnet 1846 | Fotos hochladen                |